# Sentry gun

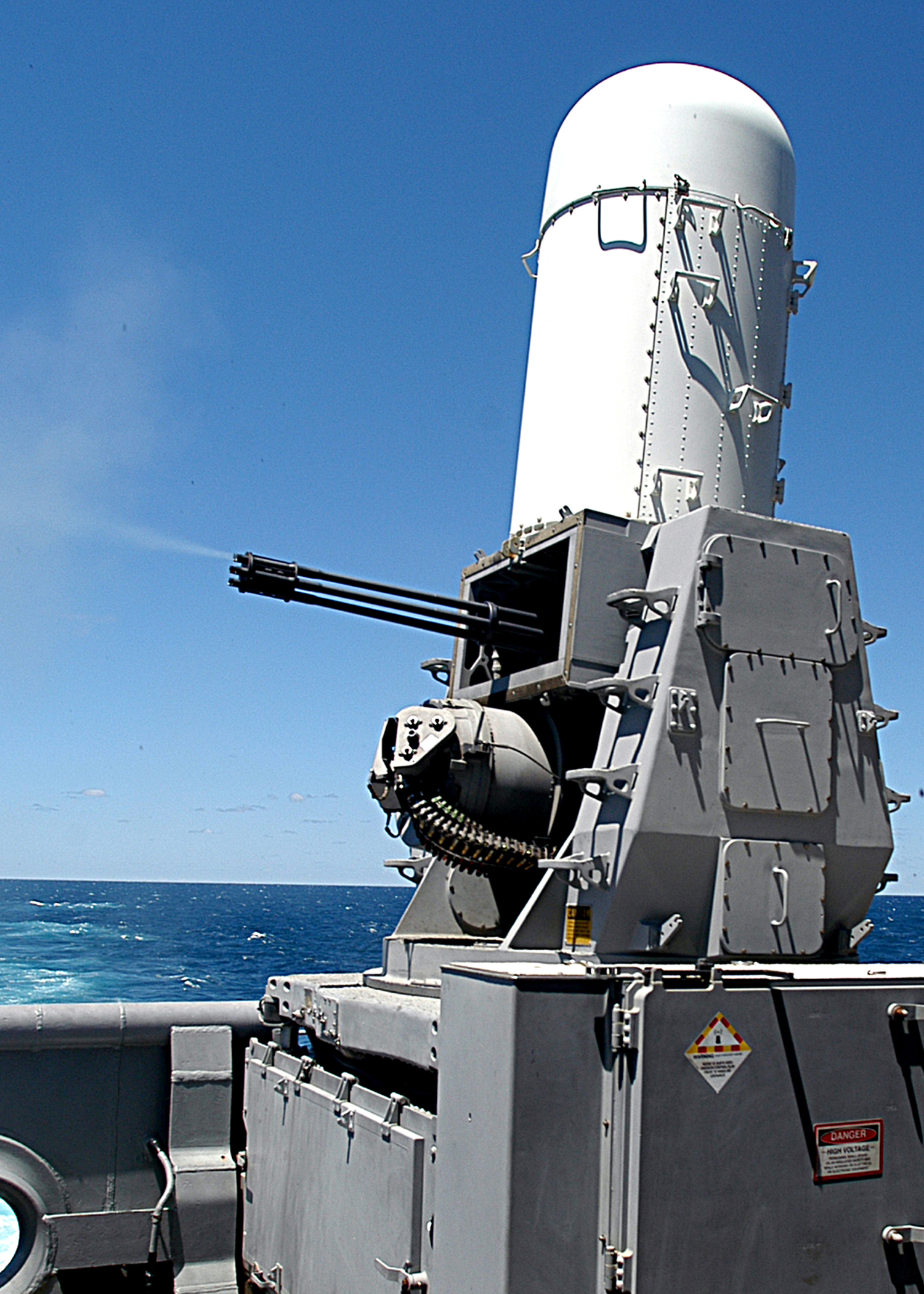
Esempio di sentry gun: la Phalanx CIWS

Una sentry gun (traducibile in italiano come “torretta automatica”) è un'arma che rileva automaticamente tramite dei sensori il suo obiettivo e fa fuoco contro quest'ultimo.
La prima sentry gun militare fu la Phalanx CIWS, una Gatling guidata tramite un radar, installata sulle navi come difesa contro i missili.

## Curiosità
- Quest'arma è apparsa fin dal 1940 nelle fiction televisive di fantascienza, come in Aliens - Scontro finale del 1986 e nella serie animata di Æon Flux nel 1991.
- Questo tipo di armi ha avuto una grande diffusione in diversi videogiochi, come in Team Fortress 2, Call of Duty: Modern Warfare 2 e Command & Conquer: Red Alert 2.